# Paysage avec Moïse sauvé des eaux du Nil
Paysage avec Moïse sauvé des eaux du Nil est un tableau peint à l'huile sur toile par le peintre français du Baroque Claude Lorrain dans les années 1639-1640, conservé au musée du Prado à Madrid.

## Historique de l'œuvre

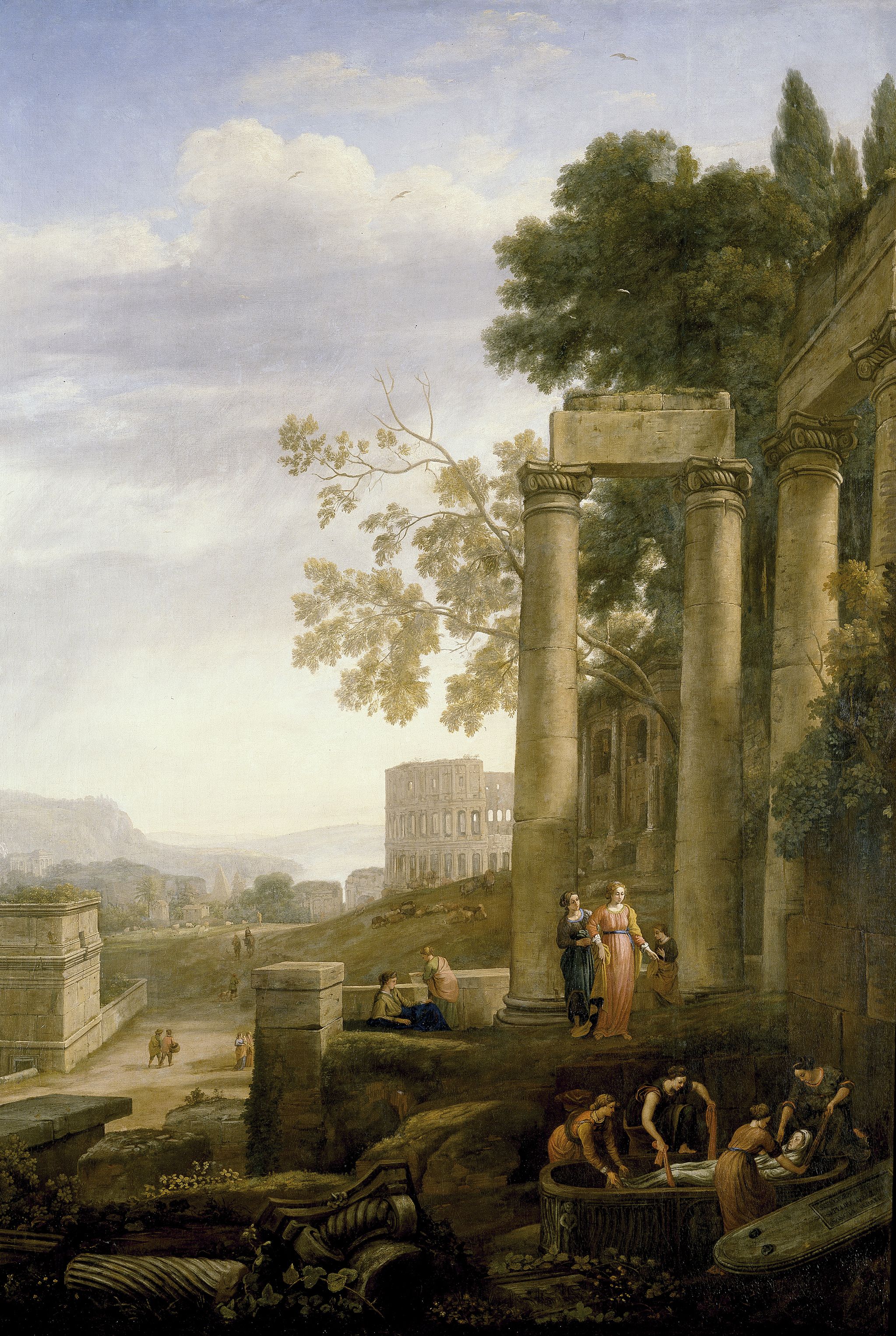
Paysage avec l’enterrement de sainte Séraphie, son pendant.

Commande de Philippe IV (roi d'Espagne) pour décorer le palais du Buen Retiro (en particulier pour la Galerie des Paysages), cette œuvre fait partie d’une série picturale à laquelle ont également participé d’autres grands peintres de l’époque, dont Nicolas Poussin, Herman van Swanevelt, Jan Both, Gaspard Dughet et Jean Lemaire. Elle passe de la collection royale au musée du Prado de Madrid, où elle est dorénavant conservée (nº de catalogue 2253). 
Lorraine a réalisé huit tableaux monumentaux pour le palais du Buen Retiro, en deux groupes : quatre de format longitudinal (en 1635-38: Paysage avec la tentation de saint Antoine, Paysage avec saint Onuphre, Paysage avec sainte María de Cervelló et une œuvre inconnue) et quatre de format vertical (en 1639-41: Paysage avec Tobie et Raphaël, Le Port d'Ostie avec l'embarquement de sainte Paule, Paysage avec Moïse sauvé des eaux du Nil,  Paysage avec l'enterrement de sainte Séraphie). Le programme iconographique, inspiré de la Bible et La Légende dorée, a été choisi par Gaspar de Guzmán, comte-duc d'Olivares, que dirige les travaux.
Ce tableau est le pendant de Paysage avec l’enterrement de sainte Séraphie, aussi au Prado : tandis que Moïse représente la naissance, sainte Séraphie représente la mort, symbolisant le passage du temps.
Cette œuvre porte le numéro 47 dans le Liber Veritatis, le cahier de dessins où Claude enregistrait toutes ses œuvres pour éviter les falsifications, et où figure l’inscription quadro per il Re di Spagna.

## Sujet
Il s’agit d’une peinture religieuse adaptée d'un texte du Livre de l'Exode : à la naissance de Moïse, Pharaon ordonne que tout fils d’un esclave hébreu soit jeté dans le Nil. Sa mère, Yokébed, le cache pendant les trois premiers mois, mais quand elle ne peut plus le cacher, elle le place dans un panier, qui dérive sur le fleuve, avec tant de chance qu’il est trouvé par la fille du pharaon, Batía, qui nomme l'enfant Moïse (« sauvé des eaux »).

## Description et analyse
Lorrain déploie dans cette œuvre une de ses compositions typiques, où la figure humaine est réduite au minimum et n’est qu’un prétexte pour donner un sujet à l’œuvre, tandis que le rôle principal est tenu par le paysage, un vaste panorama majestueux et bucolique, évocateur d’un passé splendide, où l’intense chromatisme et les effets lumineux et atmosphériques jouent un rôle fondamental. L’artiste recrée une scène anachronique, car au lieu de se situer en Égypte, le paysage correspond à la campagne romaine bien connue de Lorrain ; les constructions et le pont que l’on voit au loin sont contemporains de l'artiste.
La composition de ce tableau a été répétée par l’artiste dans d’autres œuvres, comme Repos en Égypte (Collection Cavendish, Hollzer Hall) et Paysage avec Agar et l’ange (National Gallery, Londres).